# Sophia Santi

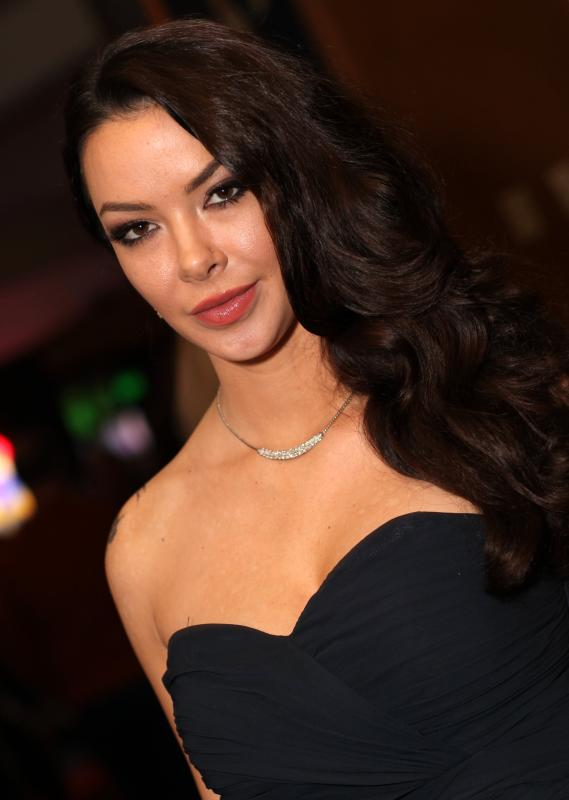
Sophia Santi bei den AVN Awards (2013)

Sophia Santi (* 6. Dezember 1981 in Winnipeg, Manitoba) ist ein kanadisches Fotomodell und eine ehemalige Pornodarstellerin.

## Karriere
Santi wurde in Winnipeg geboren, wuchs jedoch in Vancouver, British Columbia auf. Im Alter von 18 Jahren zog sie nach Arizona, dem Heimatstaat ihrer Mutter. Mit 20 Jahren zog sie weiter nach Los Angeles, Kalifornien. Sie ist Tochter eines Rumänen.
Santi begann bereits mit 14 Jahren als Fotomodell zu arbeiten. Später posierte sie auch nackt unter dem Pseudonym Natalia Cruze und wurde im November 2002 zum Penthouse Pet des Monats gekürt. Bei der Wahl zum Penthouse Pet des Jahres 2005 wurde sie Zweite.
Im Jahr 2005 wurde sie exklusiv von der Pornofilmgesellschaft Digital Playground unter Vertrag genommen. Zu dieser Zeit änderte sie ihren Künstlernamen in Sophia Santi und ließ ihn als Marke schützen. Im Januar 2007 wurde sie erstmals mit einem AVN Award ausgezeichnet, für ihre Darstellung in dem Film „Island Fever 4“. Santi trägt eine sehr große Tätowierung eines japanischen Drachen auf ihrem Körper. Sie wirkte auch in einem Teil der DVD-Reihe „Virtual Sex with …“ mit.

## Filmografie (Auswahl)

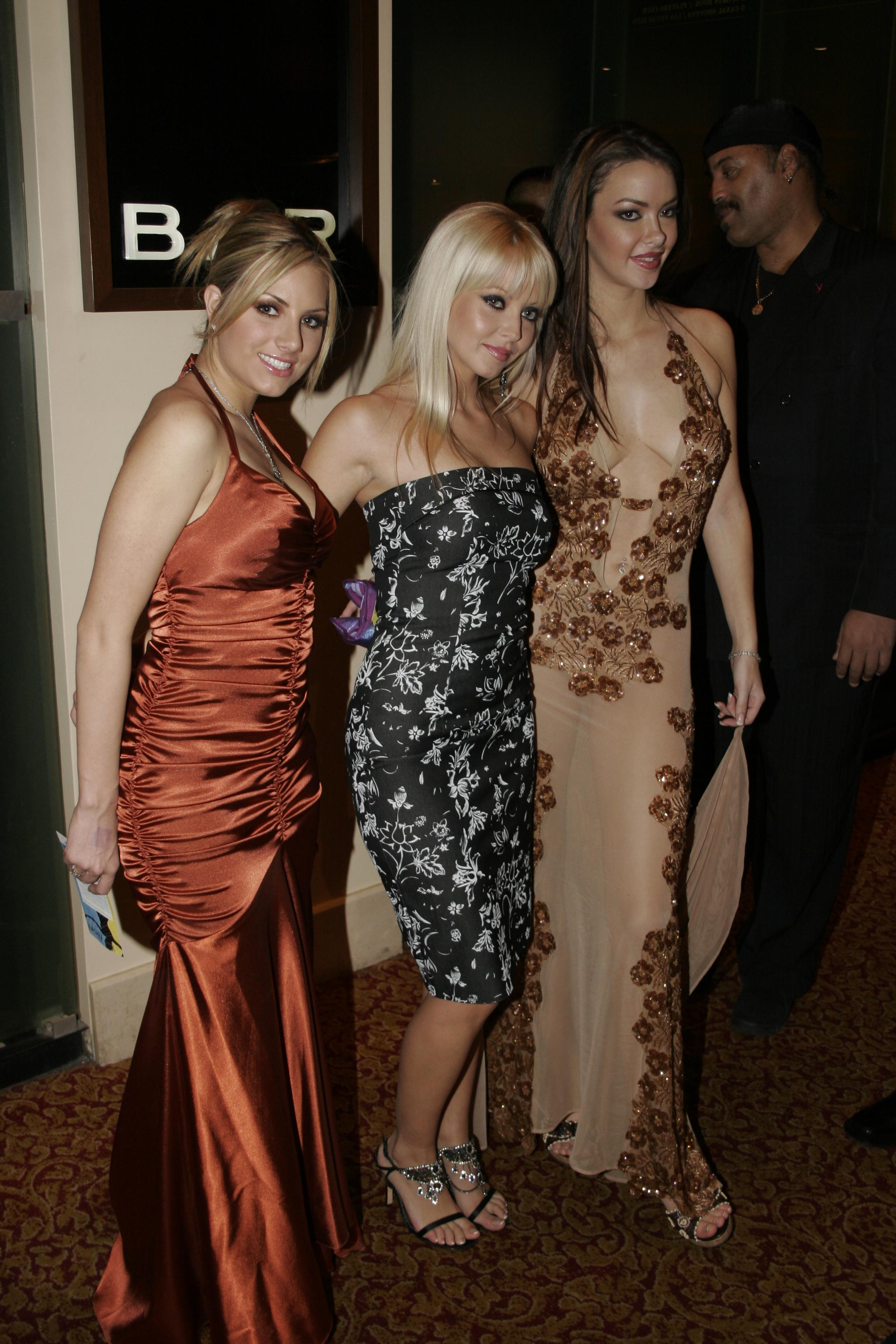
Santi (rechts) mit ihren Mitgewinnerinnen Teagan Presley und Jana Cova des AVN Award für Island Fever 4 (2007)

- 2005: Virtual Sex with Sophia Santi
- 2005: Jack’s Playground, Folgen 32 und 36
- 2005: Way Of The Dragon
- 2006: Jack’s Big Ass Show 6
- 2006: Mademoiselle
- 2006: Island Fever 4
- 2007: Jack’s Teen America, Folgen 18 und 19
- 2007: Sophia Santi Scream
- 2007: Sophia Santi’s Juice
- 2008: The 4 Finger Club 26
- 2008: Evil Pink 4
- 2008: Swimsuit Calendar Girls 1
- 2009: Girlvana 5
- 2010: Speed
- 2010: Meow
- 2011: The Bombshells 2

## Auszeichnungen
- 2007: AVN Award: „Best All Girl Sex Scene – Video“ in „Island Fever 4“ (mit Teagan Presley, Jana Cova und Jesse Jane)[2]
- 2008: AVN Award: „Best All-Girl Sex Scene – Video“ in „Babysitters“ (mit Alektra Blue, Sammie Rhodes, Angie Savage und Lexxi Tyler)
- 2009: AVN Award: „Best All-Girl Group Sex Scene“ – in „Cheerleaders“ (mit Jesse Jane, Shay Jordan, Stoya, Adrianna Lynn, Brianna Love, Lexxi Tyler, Memphis Monroe und Priya Rai)[3]